# Gonomyia sparsipuncta
Gonomyia sparsipuncta là một loài ruồi trong họ Limoniidae. Chúng phân bố ở miền Australasia.